# Marie Bradíková
Marie Bradíková provdaná Rašnerová (* 4. dubna 1954 Gottwaldov) je bývalá československa sportovní plavkyně, civilním povoláním dentistka.

## Sportovní kariéra
Plavat se naučila relativně pozdě v 10 letech. Byla mimořádně sportovně nadaná a ve 12 letech se dostala do experimentální plavecké třídy 7.E 1. základní školy v Gottwaldově (dnes Zlín), která úzce spolupracovala s plaveckým oddílem TJ Gottwaldov. Připravovala se pod vedením Josefa Lišky a po jeho odchodu v roce 1969 s trenérem Petrem Přikrylem. Specializovala se na plaveckou techniku kraul.
Pozornost na sebe upoutala začátkem letní sezony 1969, kdy na závodech v slovenských Bojnicích porazila olympioničku a rekordwoman Oľgu Kozičovou na její nejsilnější trati 200 m volným způsobem.
V roce 1970 zazářila na srpnovém mistrovství republiky třemi individuálními tituly na 100 m a 200 m a 400 m a byla na základě divoké karty (těsně nesplnila limity) nominována na zářijové mistrovství Evropy v Barceloně. S trenérem Přikrylem dostala za úkol zaměřit se v závěrečné přípravě na sprint, aby pomohla polohové štafetě k nejlepšímu možnému výsledku. Oľga Kozičová totiž laborovala s vleklým onemocněním. V Barceloně startovala na všech kraulerských tratích 100 m, 200 m, 400 m a 800 m. Podařilo se ji vyladit formu a na 400 m volný způsob jí jen těsně osobním rekordem 4:48,3 unikla účast ve finále. Na 800 m volný způsob se jako první žena z Československa dostala pod 10 minut (9:59,1). S polohovou štafetou na 4×200 m byla diskvalifikována po chybné předávce.
V roce 1971 její výkonnost stále stoupala. Na evropském poháru koncem srpna zlepšila časem 4:45,9 starý československý rekord Oľgy Kozičové na 400 m volný způsob o více než sekundu. Byla typem závodnice, která umí plavat své osobní rekordy na důležitých sportovních akcích. K evropské a světové špičce jí však stále několik sekund chybělo. V závěru letní sezóny 1971 si postěžovala: "Podívejte se na Nizozemsku Hansje Bunschotenovou. Loni jsem s ní plavala čtyřstovku v Nizozemsku, prakticky celou trať jsem se jí dívala do tváře. Porazila mě o kousek. Za rok si z ničeho nic vyletí o 15 vteřin, my to škudlíme po jedné, po dvou."
V olympijské roce 1972 její výkonnost začala stagnovat a klesat. Na přelomu roku 1971/1972 prodělala těžkou virózu a v zimní sezóně nestačila na nový objev, pardubickou plavkyni Lenku Churáčkovou. Přes jaro se její výsledky nezlepšovaly a v letní sezóně nesplnila nominační kritéria pro start na olympijské hry v Mnichově.
Po maturitě v roce 1973 šla studovat zubní lékařství do Olomouce a skončila s vrcholovou plaveckou přípravou.